# Autobuzele din Brașov

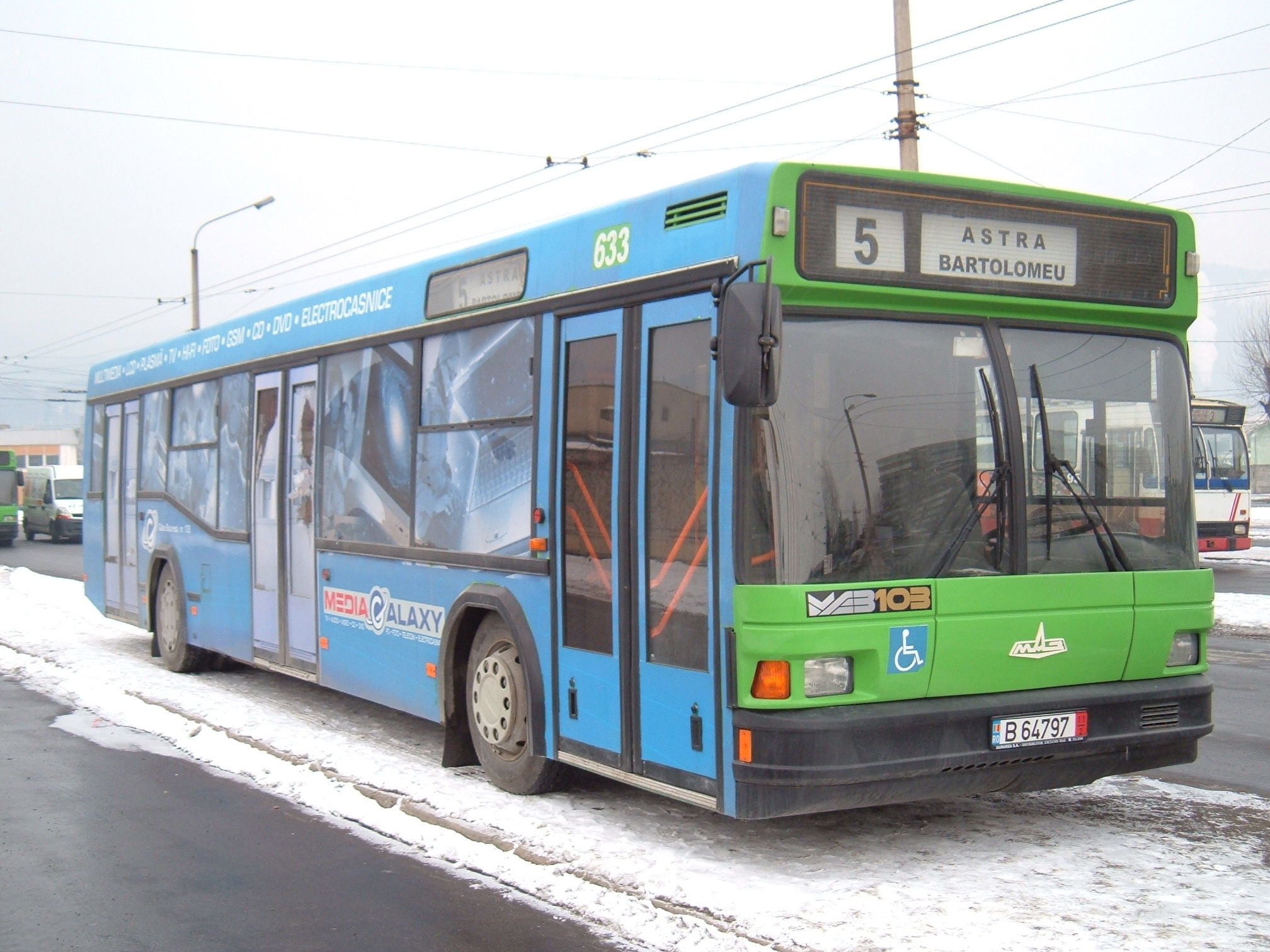
Autobuz MAZ-103

Autobuzele alcătuiesc, împreună cu rețeaua de troleibuze din oraș, transportul public din Brașov. În Brașov există aproximativ 30 de linii de autobuz atât în interiorul orașului, cât și în împrejurimi.

## Istorie
- 1925: Primele patru autobuze care vor fi utilizate pentru transportul urban au fost introduse în oraș și închiriate companiei Decei-Blaga, cu sediul în Cluj. Au circulat pe două linii, între Piața Unirii – Gară (14 stații), și Piața Unirii – Gara Bartolomeu (9 stații).
- 1926-1927: Primăria a pregătit primul Regulament pentru circulația autobuzelor în oraș. În anul 1926, erau nouă proprietari de autobuze care au obținut contractul de închiriere pentru transportul public. Consiliul municipal a limitat numărul de autobuze la 30, pentru a evita accidentele de circulație. Prețul unui bilet a fost de 5 lei. Au fost stabilite trasee către Băile Zizin și Băile Vâlcele (de trei ori pe săptămână, 20-40 lei / persoană), cu plecare din Piața Sfatului. De asemenea, două camioane transportau persoane și marfă către și dinspre Bran (25 lei / persoană, orele de plecare la 15:30 și respectiv 6:30). Șoferii de vagoane din sindicatul „Fulgerul” („Fulgerul”) au protestat împotriva extinderii transportului public și au cerut ca numărul autobuzelor să fie limitat la 16.
- 1928: Prefectura și poliția orașului au reglementat și circulația autobuzelor.
- 1929: În urma reclamațiilor din partea locuitorilor din apropiere, oprirea legăturilor inter-orașe din Piața Sfatului a fost mutată la colțul Bulevardului Ferdinand cu Strada Vămii (Mureșenilor), lângă actualul Rectorat al Universității „Transilvania” (stația Livada Poștei).
- 1930: Primăria Brașov dorește să-și înființeze propriul consiliu de funcționare a autobuzelor și îi informează pe proprietari că închirierea lor (peste 40 de autobuze și 100 taxiuri) se încheie la 1 iulie. Primăria orașului a primit o solicitare să primească contractul de închiriere a autobuzelor d-lui Aurel Lazăr Decei (care era pe cale să expire) și limitează numărul de vagoane ale tramvaiului de la 100 la 60.
- 1931: Primăria a renunțat la ideea de a exploata autobuzele prin propriul consiliu, din cauza costului ridicat al înființării acestuia, estimat la 25 de milioane de lei.
- 1938: În asociere cu primăria, a fost înființată „Regia Întreprinderilor din Municipiul Brașov” ("RIMB"pe scurt).[nota 1] În cadrul acesteia, a existat o secțiune de transport public, care era echipată cu 35 de autobuze ce deserveau trei rute, însumând 17 km: Prund -  Astra[nota 2], Prund - Gară și Prund - Bartolomeu. Scopul era de a transporta 5,4 milioane de pasageri pe an.
- 1941: Au fost elaborate proiecte pentru electrificarea căii ferate suburbane Bartolomeu - Satulung și a liniei de autobuz Centru - Astra.
- 1944: În acest moment, R.I.M.B. avea 12 autobuze și transporta 3,2 milioane de oameni.
- 1948: Primul camion ZiS-151 cu șenile a fost introdus pe ruta Prund - Poiana Brașov (pe „drumul vechi”). Per total, același număr de autobuze, 12, transportau 2,6 milioane de persoane.
- 1951: Flota de autobuze a crescut la 33, folosită pe patru rute pentru a transporta în total 11 milioane de persoane.
- 1956: Pe ruta Prund - Poiana Brașov, acum s-au folosit două camioane (vor fi trei în 1962 și cinci în 1963). Un total de 51 de autobuze au fost utilizate pe 10 rute însumând 56 km. Alături de acestea, erau 10 taximetre și 64 de camioane de marfă.

## Trasee
| Nr. linie | Traseu                                                  | Tip                 |         |
| --------- | ------------------------------------------------------- | ------------------- | ------- |
| 1         | Triaj - Livada Poștei                                   | troleibuz           |         |
| 2         | Rulmentul - Livada Poștei                               | troleibuz           |         |
| 3         | Valea Cetății - Stadionul Tineretului                   | troleibuz           |         |
| 4         | Tocile - Gara Brașov                                    | autobuz             |         |
| 5         | Stadionul Municipal - Roman                             | autobuz             |         |
| 6         | Livada Poștei - Saturn                                  | autobuz             |         |
| 7         | Roman S.A - Rulmentul                                   | troleibuz           |         |
| 8         | Saturn - Rulmentul                                      | troleibuz           |         |
| 9         | Rulmentul - Stadionul Municipal                         | autobuz             |         |
| 10        | Valea Cetății - Triaj                                   | troleibuz           |         |
| 14        | Livada Poștei - Răsăritul - Fabrica de Var              | autobuz             |         |
| 15        | Triaj - Independenței via Coresi - Avantgarden          | autobuz             |         |
| 16        | Livada Poștei - Cărămidăriei via Griviței               | autobuz             |         |
| 17        | Livada Poștei - Noua, via Calea București               | autobuz             |         |
| 17B       | Gara Brașov - Benzinărie Petrom (Timișu de Jos)         | autobuz             |         |
| 18        | Bariera Bartolomeu - Fundăturii (*IAR Ghimbav)          | autobuz             |         |
| 20        | Livada Poștei - Poiana Brașov                           | autobuz             |         |
| 21        | Triaj - Noua, via Saturn                                | autobuz             |         |
| 22        | Stadionul Tineretului - Saturn                          | autobuz             |         |
| 23        | Saturn - Stadionul Municipal, via Depozite ILF          | autobuz             |         |
| 23B       | Triaj - Stadionul Municipal                             | autobuz             |         |
| 24        | Livada Poștei - ICPC - Baciului (*Stupinii Noi)         | autobuz             |         |
| 25        | Roman S.A - Avantgarden                                 | autobuz             |         |
| 28        | Livada Poștei - Fundăturii - *IAR Ghimbav               | autobuz             |         |
| 28E       | Aeroportul Brasov - Livada Postei                       | autobuz             | Express |
| 31        | Valea Cetății - Livada Poștei                           | troleibuz           |         |
| 32        | Coresi 2 - Valea Cetății                                | autobuz             |         |
| 33        | Roman S.A - Valea Cetății                               | autobuz / troleibuz |         |
| 34        | Livada Poștei - Timiș Triaj                             | autobuz             |         |
| 34B       | Izvor - Livada Poștei, via CET                          | autobuz             |         |
| 35        | Gara Brașov - Noua                                      | autobuz             |         |
| 36        | Livada Poștei - Independenței                           | autobuz             |         |
| 37        | Craiter - Hidro A                                       | autobuz             |         |
| 40        | Gara Brașov - Stupini Lujerului                         | autobuz             |         |
| 41        | Livada Poștei - Lujerului                               | autobuz             |         |
| 50        | Solomon - Camera de Comerț                              | midibuz / autobuz   |         |
| 52        | Tocile - *Panselelor - Roman                            | autobuz             |         |
| 53        | Panselelor - Facultatea de Construcții                  | autobuz             |         |
| 54        | Triaj - Hidro A                                         | autobuz             |         |
| 60        | Poiana Mică - Telegondolă                               | autobuz             |         |
| 100       | Gara Brașov - Telegondolă via Hidro A (AFI Bv)          | autobuz             |         |
| A1        | Aeroportul Brașov - Gara Brașov via Stadionul Municipal | autobuz             | Express |
| 20B       | Belvedere - Livada Poştei - Belvedere                   | autobuz             | Express |
| 110       | Municipal - Cristian                                    | autobuz             |         |
| 130       | Municipal - Râsnov                                      | autobuz             |         |
| 210       | Municipal - Petuniei Ghimbav                            | autobuz             |         |
| 220       | Municipal - Codlea Nord                                 | autobuz             |         |
| 420       | Rulmentul - Bod Colonie                                 | autobuz             |         |

## Vehicule
| Țara     | Producător    | Model | Model                          | Model | Detalii |
| -------- | ------------- | ----- | ------------------------------ | ----- | --- |
| Germania | MAN           |       | SL 223 10 unitati              |       | Produ si cumparat in 2002 Capacitate ? 2 osii, 3 usi                                                                  |
| Germania | MAN           |       | SL 263 5 units                 |       | Produs si cumparat in 2002 Capacitate ? 2 osii, 3 usi                                                                 |
| Germania | MAN           |       | SL 283 Lion's Classic 56 units |       | Produs si cumparat in 2006 Capacitate ? 2 osii, 6 usi                                                                 |
| Germania | MAN           |       | SG 313 Lion's Classic 25 units |       | Produs si cumparat in 2006 Capacitate ? 3 osii, 1 articulatie, 4 usi                                                  |
| Germania | MAN           |       | ÜL 314 Lion's Regio 1 unit     |       | Produs si cumparat in 2006 Capacitate ? 2 osii, 2 usi                                                                 |
| Germania | Mercedes-Benz |       | O345 Conecto 15 unitati        |       | Produs si cumparat in 2004 Capacitate ? 2 osii, 3 usi                                                                 |
| Germania | Mercedes-Benz |       | O530 Citaro 10 unitati         |       | Produs in 1999–2001 si cumparat rulat in 2016 Inainte a circulat in Elveția Capacitate ? 2 osii, 3 usi                |
| Germania | Mercedes-Benz |       | O405G 11 unitati               |       | Produs in 1986–1991 si cumparat rulat in 2008 Inainte a circulat in Elvetia Capacitate ? 3 osii, 1 articulatie, 4 usi |
| Belarus  | MAZ           |       | 103 45 unitati                 |       | Produs si cumparat in 2004 Capacitate ? 2 osii, 3 usi                                                                 |
| Turcia   | BMC           |       | Probus 215 SCB 28 unitati      |       | Produs si cumparat in 2006 Capacitate ? 2 osii, 2 usi                                                                 |
| Turcia   | BMC           |       | Procity SLF 320 15 units       |       | Produs si cumparat in 2012 Capacitate ? 2 osii, 3 usi                                                                 |
| Turcia   | BMC           |       | Neocity 6 units                |       | Livrat in Decembrie 2017 Capacitate ? 2 osii, 2 usi                                                                   |
| Italia   | Menarinibus   |       | Citymood 10 30 units           |       | Introdus intre Ianuarie–Februarie 2019 Capacitate ? 2 osii, 6 usi                                                     |
| Italia   | Menarinibus   |       | Citymood 12 40 units           |       | Introdus intre Ianuarie–Aprilie 2019 Capacitate ? 2 osii, 6 usi                                                       |
| Italia   | Menarinibus   |       | Citymood 18 35 vehicule        |       | Introdus in Aprilie 2019 Capacitate ? 3 osii, 8 usi                                                                   |